# Dolní Chvatliny
Dolní Chvatliny jsou obec ležící v okrese Kolín 11 km jihozápadně od Kolína. Žije zde 498 obyvatel. V roce 2011 zde bylo evidováno 217 adres. Součástí obce jsou i vesnice Horní Chvatliny a Mančice.
Dolní Chvatliny je také název katastrálního území o rozloze 5,83 km².

## Historie
První písemná zmínka o obci pochází z roku 1250. Tvrz byla v Dolních Chvatlinách postavena zřejmě ve 2. polovině 14. století za Vavřince z Mlékovic nebo jeho synů Soběna či Vesela.

### Územněsprávní začlenění
Dějiny územněsprávního začleňování zahrnují období od roku 1850 do současnosti. V chronologickém přehledu je uvedena územně administrativní příslušnost obce v roce, kdy ke změně došlo:
- 1850 země česká, kraj Pardubice, politický okres Kolín, soudní okres Kouřim[7]
- 1855 země česká, kraj Čáslav, soudní okres Kouřim
- 1868 země česká, politický okres Kolín, soudní okres Kouřim
- 1939 země česká, Oberlandrat Kolín, politický okres Kolín, soudní okres Kouřim[8]
- 1942 země česká, Oberlandrat Praha, politický okres Kolín, soudní okres Kouřim[9]
- 1945 země česká, správní okres Kolín, soudní okres Kouřim[10]
- 1949 Pražský kraj, okres Kolín[11]
- 1960 Středočeský kraj, okres Kolín
- 2003 Středočeský kraj, obec s rozšířenou působností Kolín

### Rok 1932
V obci Dolní Chvatliny (437 obyvatel, katol. kostel) byly v roce 1932 evidovány tyto živnosti a obchody: 2 hostince, 2 kováři, 2 krejčí, 2 půjčovny mlátiček, 2 obuvníci, pekař, 2 rolníci, řezník, 3 obchody se smíšeným zbožím, šrotovník, trafika, velkostatek Šternberk.
Ve vsi Horní Chvatliny (450 obyvatel, samostatná ves se později stala součástí Dolních Chvatlin) byly v roce 1932 evidovány tyto živnosti a obchody: 2 hostince, kapelník, kolář, kovář, krejčí, 2 obuvníci, 12 rolníků, řezník, obchod se smíšeným zbožím, trafika.
Ve vsi Mančice (240 obyvatel, samostatná ves se později stala součástí Dolních Chvatlin) byly v roce 1932 evidovány tyto živnosti a obchody: bednář, obchod s dobytkem, hostinec, kapelník, kolář, kovář, krejčí, 2 obuvníci, 9 rolníků, řezník, 2 obchody se smíšeným zbožím, trafika, velkostatek.

## Pamětihodnosti
- Kostel svatého Petra a Pavla

## Osobnosti
- Fráňa Zeminová (1882–1962), prvorepubliková politička a představitelka ženského emancipačního hnutí
- Ferdinand Heidler (1881–1928), československý národohospodář, politik (poslanec Revolučního národního shromáždění) a ministr obchodu

## Doprava
Dopravní síť
- Pozemní komunikace – Obcí prochází silnice III. třídy. Z obce je 1,5 km na silnici I/2 Praha - Říčany - Kutná Hora.

- Železnice – Železniční trať ani stanice na území obce nejsou. Nejbližší železniční stanicí jsou Bečváry ve vzdálenosti 3 km ležící na trati 014 z Kolína do Uhlířských Janovic.

Veřejná doprava 2011
- Autobusová doprava – V obci zastavovaly autobusové linky Kolín-Dolní Chvátliny-Zásmuky-Skvrňov (v pracovních dnech 1 spoj, o víkendu 2 spoje) a Kolín-Polní Voděrady-Kouřim/Zásmuky (v pracovních dnech 6 spojů) (dopravce Okresní autobusová doprava Kolín, s. r. o.).

## Galerie

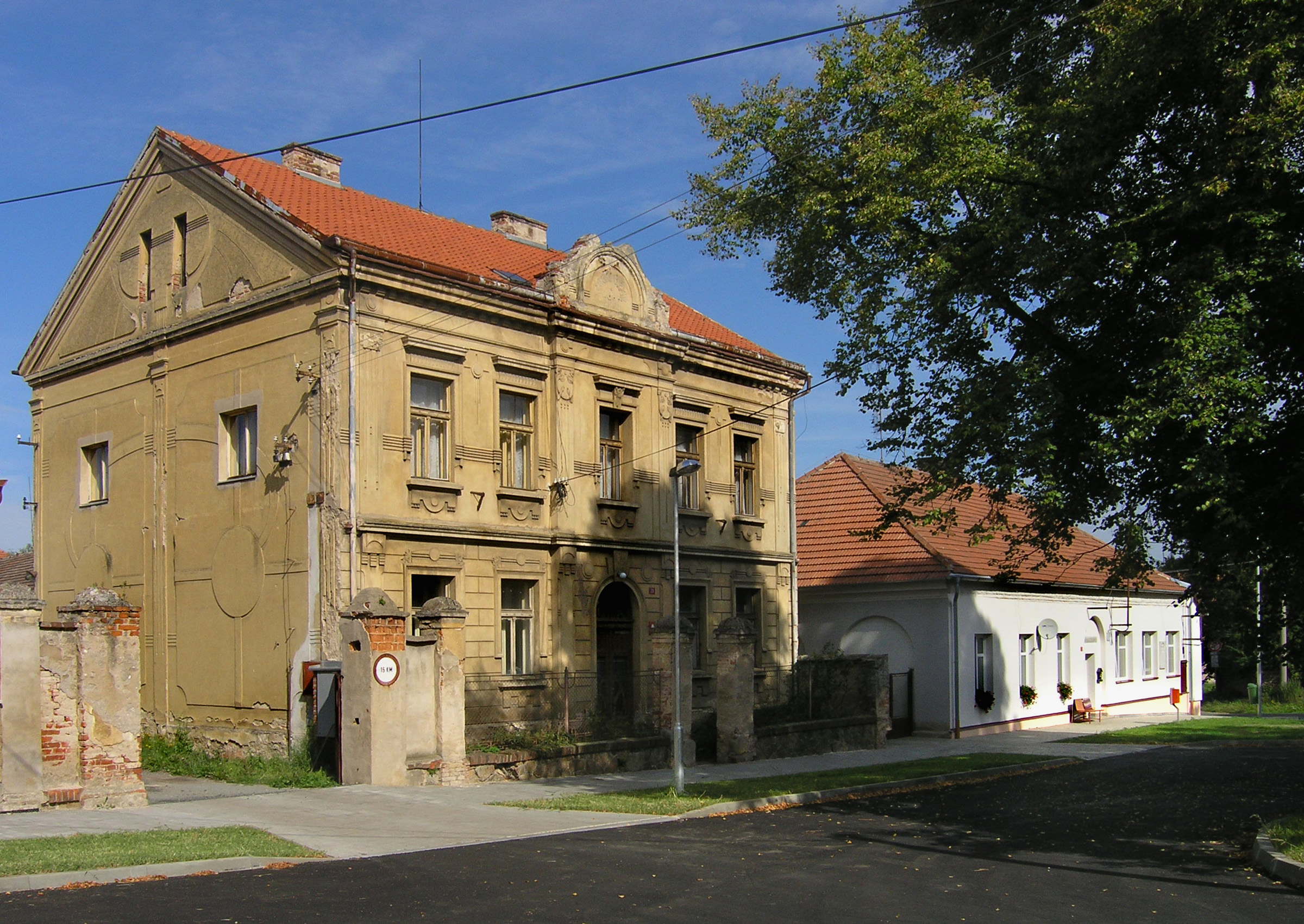
Domy na návsi (náměstí)
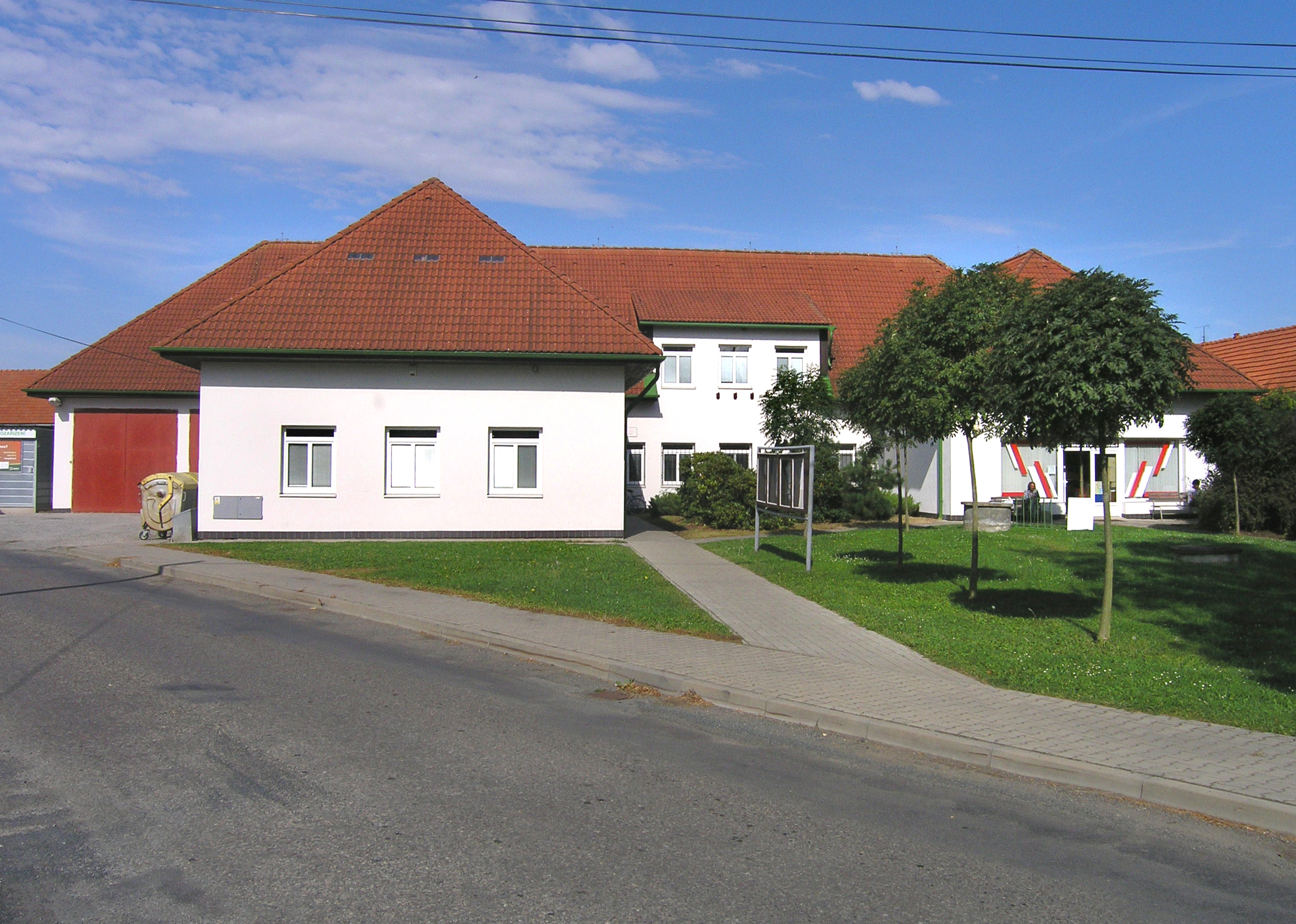
Obecní úřad
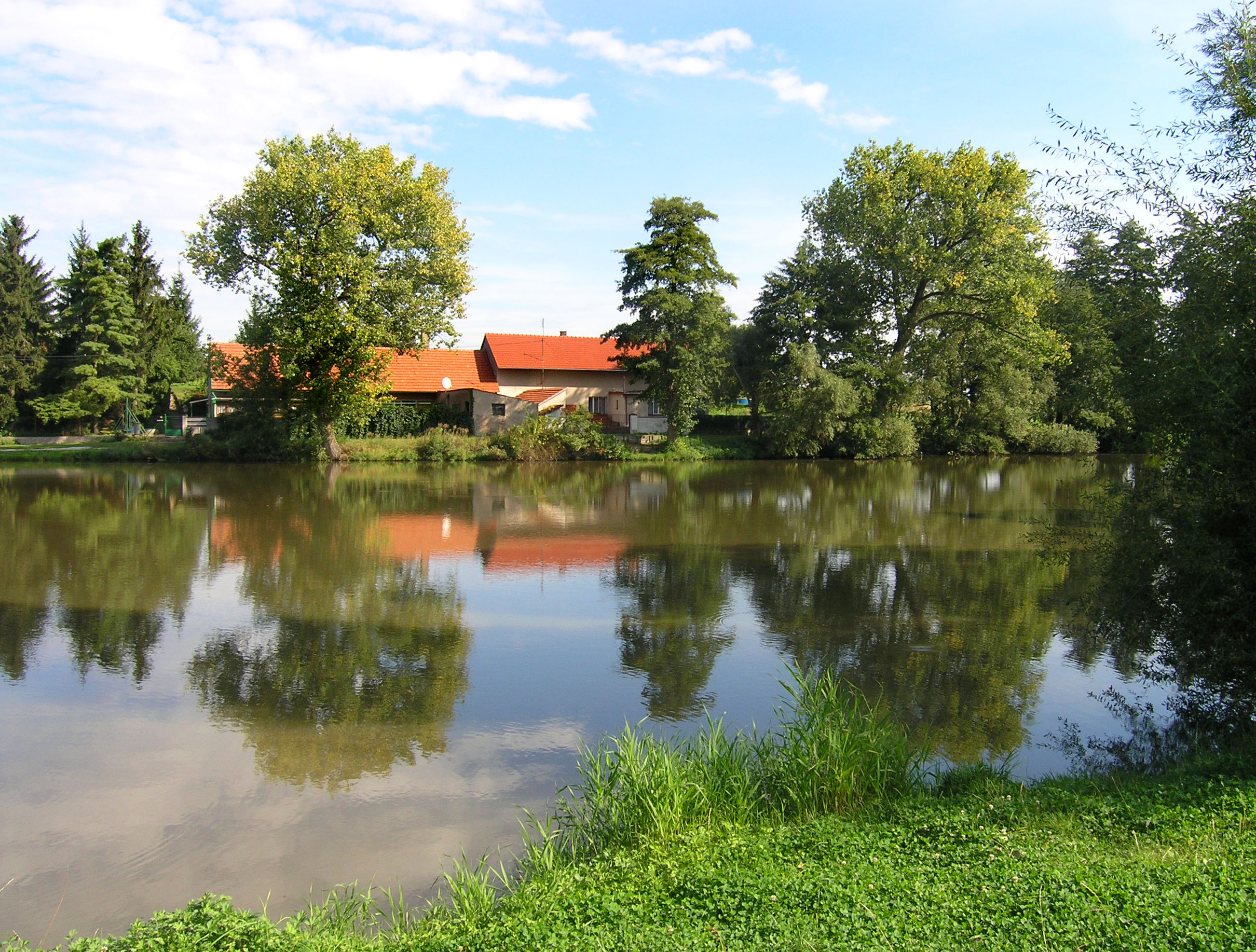
Obecní rybník
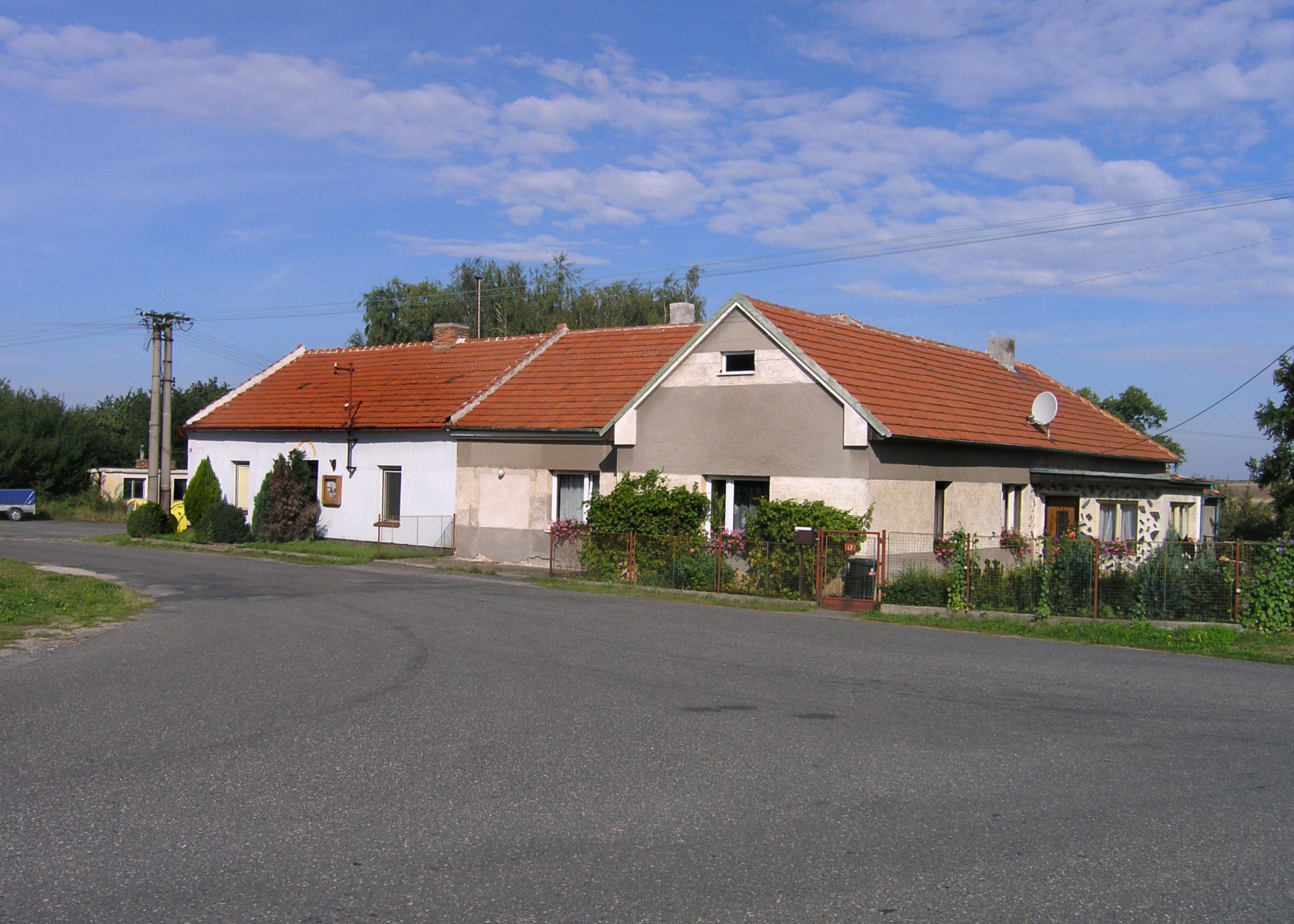
Místní část Mančice